# 立花村 (福岡県)
立花村（たちばなむら）は、福岡県糟屋郡にあった村。現在の糟屋郡新宮町の一部にあたる。

## 地理
立花山の北と北西麓に位置していた。

## 歴史

### 沿革
- 1889年（明治22年）4月1日 - 糟屋郡原上村、三代村、立花口村、的野村が合併して村制施行し、立花村が設立[1][1][2]。
- 1955年（昭和30年）4月1日 - 糟屋郡新宮町と合併し新宮町が存続して、廃止された[1][2]。

### 地名の由来
立花山による。

## 産業
「立花みかん」などの農業。